# جورج إهيو
جورج إهيو (بالإنجليزية: Georges Ehui)‏ هو لاعب كرة قدم بريطاني في مركز الوسط، ولد في 2 فبراير 1994 في ساحل العاج. لعب مع إيستبورن بوروه ونادي كوربي تاون ونادي مارغيت ونادي نورثوود وويكمب وندررز وويلدستون.

## وصلات خارجية
- جورج إهيو على موقع قاعدة بيانات كرة القدم.إي يو (الإنجليزية)
- جورج إهيو على موقع Soccerbase.com (لاعب) (الإنجليزية)